# Escudo de Llimiana

Representación del escudo de armas de Llimiana.

El escudo de armas de Llimiana se describe, según la terminología precisa de la heráldica, por el siguiente blasón:

«Escudo en losange de ángulos rectos: de sinople, un castillo de oro cerrado de sable, acostado de un escudito de oro con un león de sable armado de gules a la diestra, y de otro escudito de oro, con cuatro palos de gules a la siniestra. Al timbre, una corona mural de villa.»

## Diseño
La composición está formada sobre un fondo en forma de cuadrado apoyado sobre una de sus aristas (escudo de ciudad) según la configuración difundida en Cataluña al haber sido adoptada por la administración en sus especificaciones para el diseño oficial, de color verde (sinople), con una carga principal con una representación de un castillo, almenado, con sus tres torres, siendo la del medio más alta que el resto, de color amarillo (oro) con la puerta y ventanas en negro (cerrado de sable). El castillo está acompañada a cada lado (acostado) por un escudito amarillo (oro) con la representación de un león en su posición natural, que es rampante, de color negro (sable) con las uñas de color rojo (armado de gules) a la izquierda (diestra del escudo) y otro escudito amarillo (oro) con cuatro franjas verticales rojos (palos de gules), que es la Señal real, al otro lado de la llave (siniestra). Está acompañado en la parte superior de un timbre en forma de corona mural, que es la adoptada por la Generalidad de Cataluña para timbrar genéricamente a los escudos de los municipios, en este caso de villa, que básicamente es un lienzo de muralla, con 8 torres, 5 de ellas vistas.

## Historia

Escudo antiguo de Llimiana. «El santuario de Llimiana, de colores naturales; campaña de oro, con dos L de sable.».

Este blasón fue aprobado el 16 de marzo de 2000 y publicado en el DOGC n.º 3.121 de 14 de abril del mismo año. Sustituye al antiguo escudo municipal, que se solía representar con forma ibérica (cuadrilongo con punta redondeada), de azur, con el santuario de Llimiana y una campaña de oro, con dos L de sable.
El escudo de armas municipal de Llimiana es una composición de carácter arqueológicas de vasallaje. Se ve el castillo de la villa (del siglo XI), que fue una de las fortificaciones en la frontera entre los condados de Pallars y Urgel, cercano a los territorios de dominación musulmana. El castillo perteneció a varias familias hasta el 1481, año en que el rey Fernando II lo dio a Juan de Lanuza; seis años más tarde, volvió a la jurisdicción real. Los dos escuditos en cada lado del castillo provienen de las armas de los Lanuza (de oro, un león al natural, armado y linguado de gules) y las armas reales de Aragón (de oro, cuatro palos de gules).